# Milocera diffusata
Milocera diffusata là một loài bướm đêm trong họ Geometridae.